# Culen d'Escòcia
Culen d'Escòcia (gaèlic escocès: Cuilén mac Iduilb, mort el 971) fou rei d'Escòcia, fill d'Indulf. Fou implicat en la mort del seu antecessor, però no va poder impedir l'anarquia i fou mort en una batalla contra el rei de Strathclyde. És enterrat a Iona.